# Izvoarele (Teleorman)
Izvoarele (in passato Gauriciu) è un comune della Romania di 2 882 abitanti, ubicato nel distretto di Teleorman, nella regione storica della Muntenia. 
Izvoarele conta tra la popolazione una consistente colonia bulgara.